# Artabán

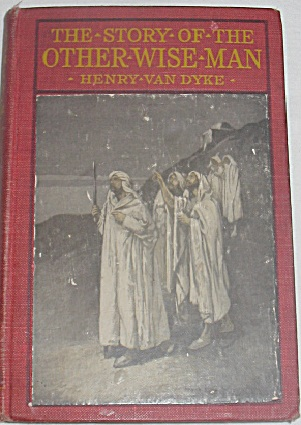
Portada de la versión original del libro.

Artabán es un personaje del cuento navideño The Other Wise Man (El otro Rey Mago), escrito en 1896 por Henry van Dyke (1852-1933), teólogo presbiteriano estadounidense.
Cuenta el relato que Artabán era el cuarto Rey Mago que encaminó sus pasos hacia Occidente, siempre guiado por el fulgurante mapa celestial, en busca del Niño Jesús.

## Sinopsis
El zigurat de Borsippa, con sus altos muros y siete pisos, era el punto de encuentro de los cuatro reyes e inicio de la travesía conjunta. Hacia allí acudía Artabán, con un diamante protector de la isla de Méroe, un pedazo de jaspe de Chipre, y un fulgurante rubí de las Sirtes como triple ofrenda al Niño Dios, cuando topó en su camino un viejo moribundo y desahuciado por bandidos: interrumpió el rey su viaje, curó sus heridas y le ofreció el diamante al viejo como capital para proseguir el camino. 
Continuó en soledad en pos de su destino, pero arribado a Judea, no encontró ni a los Reyes ni al Redentor, sino hordas de soldados de Herodes degollando a recién nacidos: a uno de ellos, que con una mano sostenía a un niño y en la otra blandía afilada espada, ofrece el rubí destinado al Hijo de Dios a cambio de la vida del niño. En esta actitud es sorprendido: es apresado y encerrado bajo llave en el palacio de Jerusalén.
Treinta años duró el cautiverio, y fueron llegando ecos de los prodigios, consejos y promesas de un Mesías que no era sino el Rey de Reyes al que fue a adorar. Con la absolución y errando por las calles de Jerusalén, se anunció la crucifixión de Jesucristo; encamina sus pasos al Gólgota para ofrecer la adoración largamente postergada, cuando repara en un mercado en el que una hija es subastada para liquidar las deudas su padre. Artabán se apiada de ella, compra su libertad con el pedazo de jaspe, la última ofrenda que le quedaba es ofrecida y Jesucristo muere en la Cruz: tiembla la tierra, se abren los sepulcros, los muertos resucitan, se rasga el velo del templo y caen los muros. Una piedra golpea a Artabán y entre la inconsciencia y la ensoñación, se presenta una figura que le dice: “Tuve hambre y me diste de comer, tuve sed y me diste de beber, estuve desnudo y me vestiste, estuve enfermo y me curaste, me hicieron prisionero y me liberaste”. Desorientado y exhausto pregunta: “¿Cuándo hice yo esas cosas?”, y con la misma expiración recibe la respuesta: “Lo que hiciste por tus hermanos, lo hiciste por mí”. Con él se elevó a los mismos cielos que en su juventud le guiaron en pos del Destino finalmente alcanzado.

## Adaptaciones
El relato de Henry van Dyke ha sido adaptado varias veces tanto en el cine como en la literatura. En 1985 se estrena The Fourth Wise Man, telefilm estadounidense que adapta de manera literal la historia y protagoniza Martin Sheen. En 1989 se estrena el cortometraje animado The Story of the Other Wise Man dirigido por Walbercy Ribas Camargo. En 1997 la televisión italiana estrena El cuarto rey. Esta película adapta de manera muy libre al personaje de Artabán, convirtiéndolo en apicultor y siendo capaz de controlar un enjambre de abejas mágicas. La banda sonora del film está compuesta por Ennio Morricone.